# Associação Athletica Collegio Latino-Americano
Associação Athletica Collegio Latino-Americano foi uma agremiação esportiva da cidade do Rio de Janeiro.

## História
O clube, que foi fundado em 1905 por alunos do Collegio Latino-Americano do Rio de Janeiro, obteve o terceiro lugar no Campeonato Carioca da Segunda Divisão de 1906. Em 1909, o clube fechou suas atividades esportivas.

## Estatísticas

### Participações
| Competição          | Temporadas | Melhor campanha    | Estreia | Última | P | R |
| Série B1 do Carioca | 1          | 3º colocado (1906) | 1906    | 1906   | – | – |